# 平安證券集團控股
平安證券集團（控股）有限公司，簡稱平安證券集團控股（英語：Ping An Securities Group (Holdings) Limited），在1988年12月30日成立，現時總裁為梁文貫。
前身為「惠揚控股有限公司」、「環球動力控股有限公司」和「盛明國際（控股）有限公司」。
主要地區包括黑龍江哈爾濱市環球動力商城，也是唯一資產公司部份，其次是山東省滨州市無棣縣資產，總部位於香港干諾道中168-200號信德中心西座30樓3005室。而終止業務為惠揚（上海）置業有限公司。
曾經經營房地產及科技業務，主要地區當時為福建、上海等地區。曾是惠泰國際有限公司旗下公司。
在2002年7月1日，由於牽涉更多官司，再加上前主席曾文豪，因涉嫌盜竊干犯罪行，而被迫退出管理層一職。
在2010年4月29日，由於牽涉更多官司，以致被港交所勒令停牌，事後在2007年，進行大規模一次性重組，陸續簡化業務，已先後出售惠揚（上海）置業有限公司（屬於一家空殼公司）、南漳水鏡湖度假村酒店有限責任公司等。
2016年7月21日，該公司由於「過於相似」，因此採用「PAN Securities Group (Holdings) Limited（英文名稱）和萬安證劵集團有限公司（中文名稱）」，作為於香港經營業務。

## 連結
- Madex.com.hk （页面存档备份，存于）
- pingansec.com.hk （页面存档备份，存于）